# Silicon Wadi

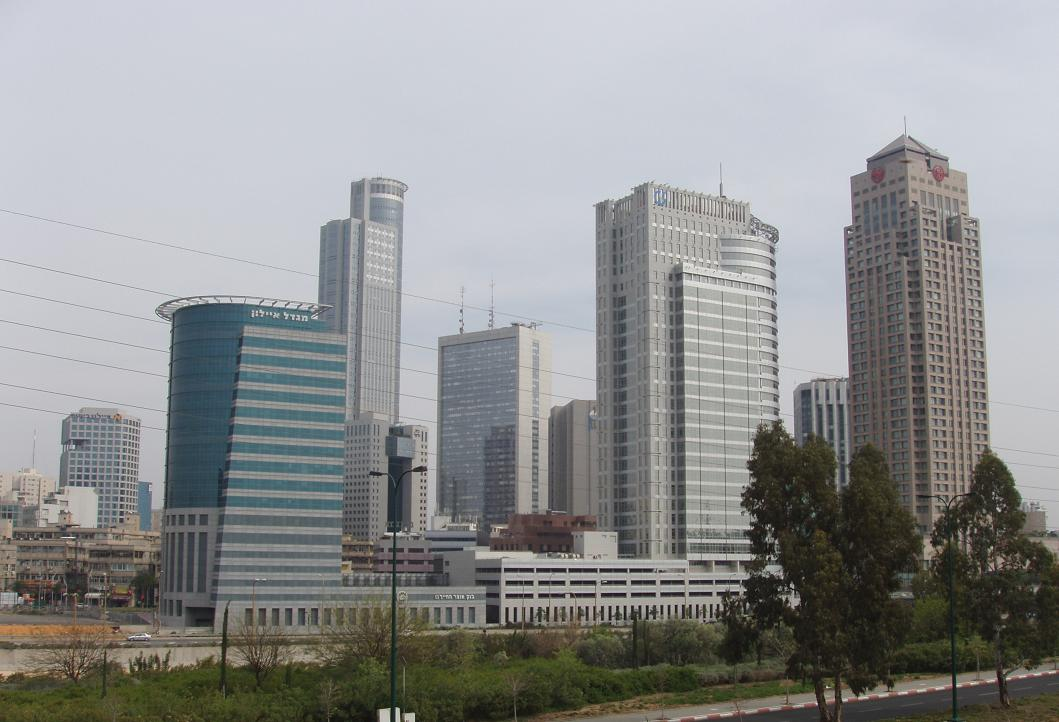
Districte de la Borsa de Diamants a Ramat Gan

Silicon Wadi (hebreu: סיליקון ואדי‎, traducció literal: "Silicon Valley") és una àrea amb una elevada concentració d'empreses d'alta tecnologia a la plana costanera d'Israel, semblant a Silicon Valley a Califòrnia; és la raó per la qual Israel té el sobrenom de "la Nació Start-Up". La zona cobreix bona part del país, tot i que es pot trobar una concentració especialment alta d'empreses d'alta tecnologia prop de Tel-Aviv, i en petits clústers al voltant de les ciutats de Ra'anana, Pétah Tiqvà, Herzliya, Netanya, la ciutat acadèmica de Rehovot i la seva veïna Rishon Le Zion. A més, hi ha altres clústers d'alta tecnologia a Haifa i Cesarea. També s'han establert empreses d'aquest sector a Jerusalem, i en ciutats com Yokneam Il·lit i la primera "ciutat privada" d'Israel, Airport City, prop de Tel-Aviv.